# Pico Osmeña
Pico Osmeña es una montaña con una altitud de 1.013 m que constituye el punto más alto de la isla de Cebú en el país asiático de las Filipinas.
El pico Osmeña se encuentra en el territorio del municipio de Dalaguete, en el sur de la provincia de Cebú.
Es escalable todo el año, los meses de diciembre a mayo son los meses más secos de la región. La comunidad de Dalaguete está a unos 85 kilómetros al suroeste de la ciudad de Cebú y es accesible a través de la carretera por la costa sur.